# Monomorium cyaneum
Monomorium cyaneum är en myrart som beskrevs av Wheeler 1914. Monomorium cyaneum ingår i släktet Monomorium och familjen myror. Inga underarter finns listade i Catalogue of Life.

## Bildgalleri

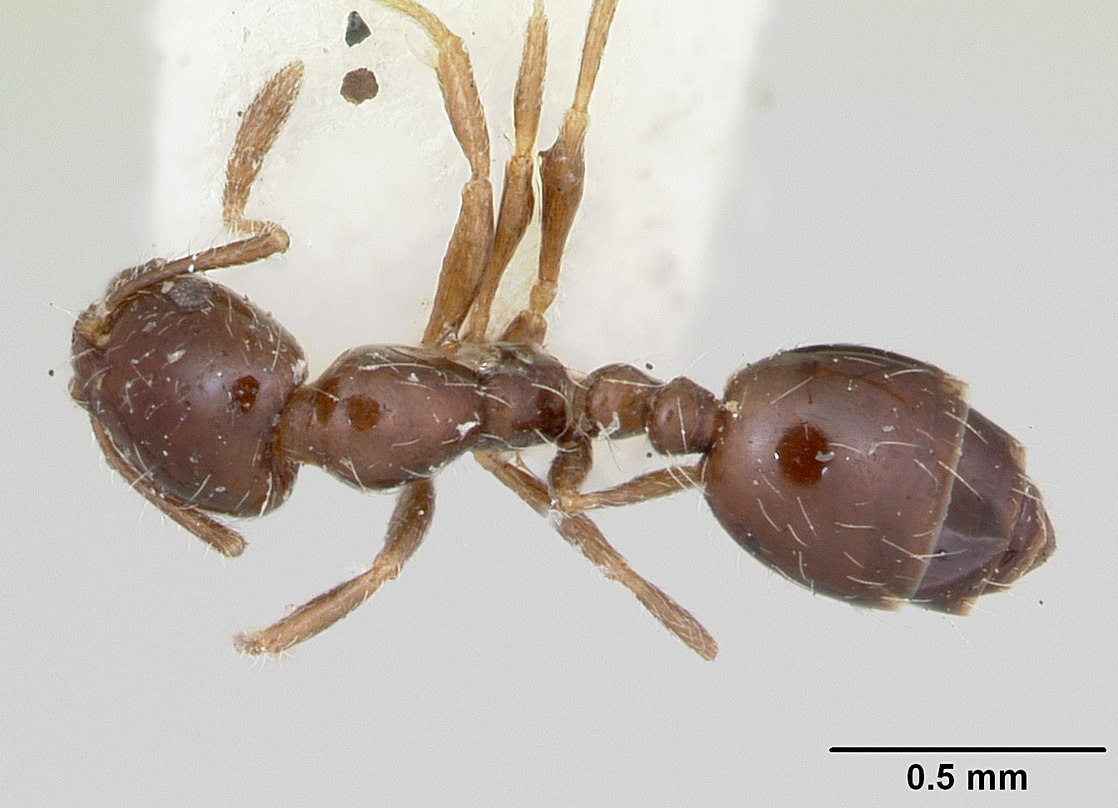
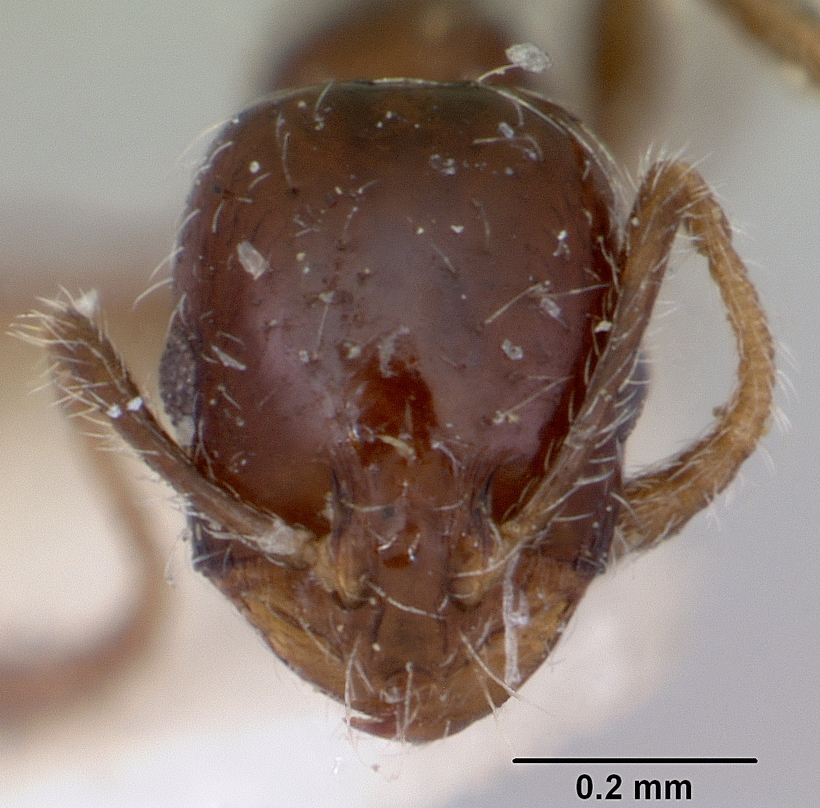
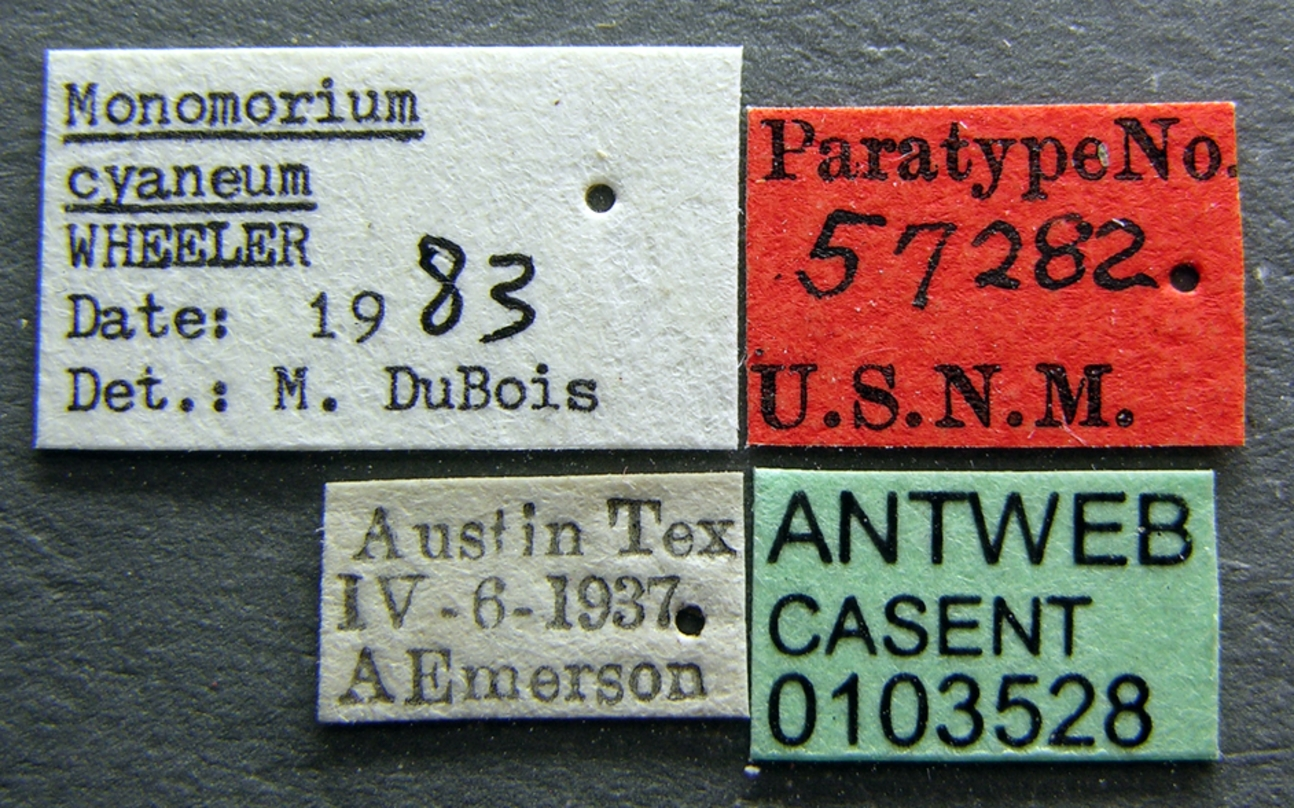
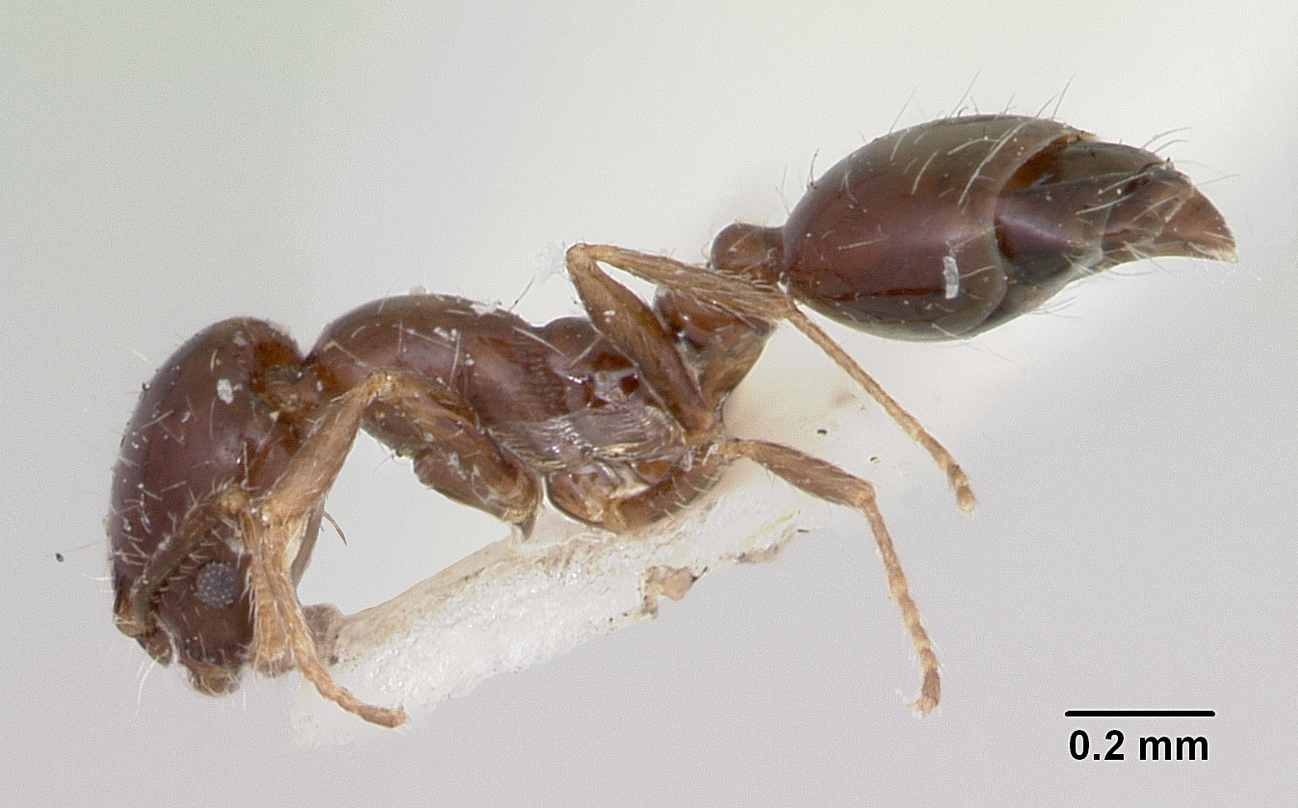
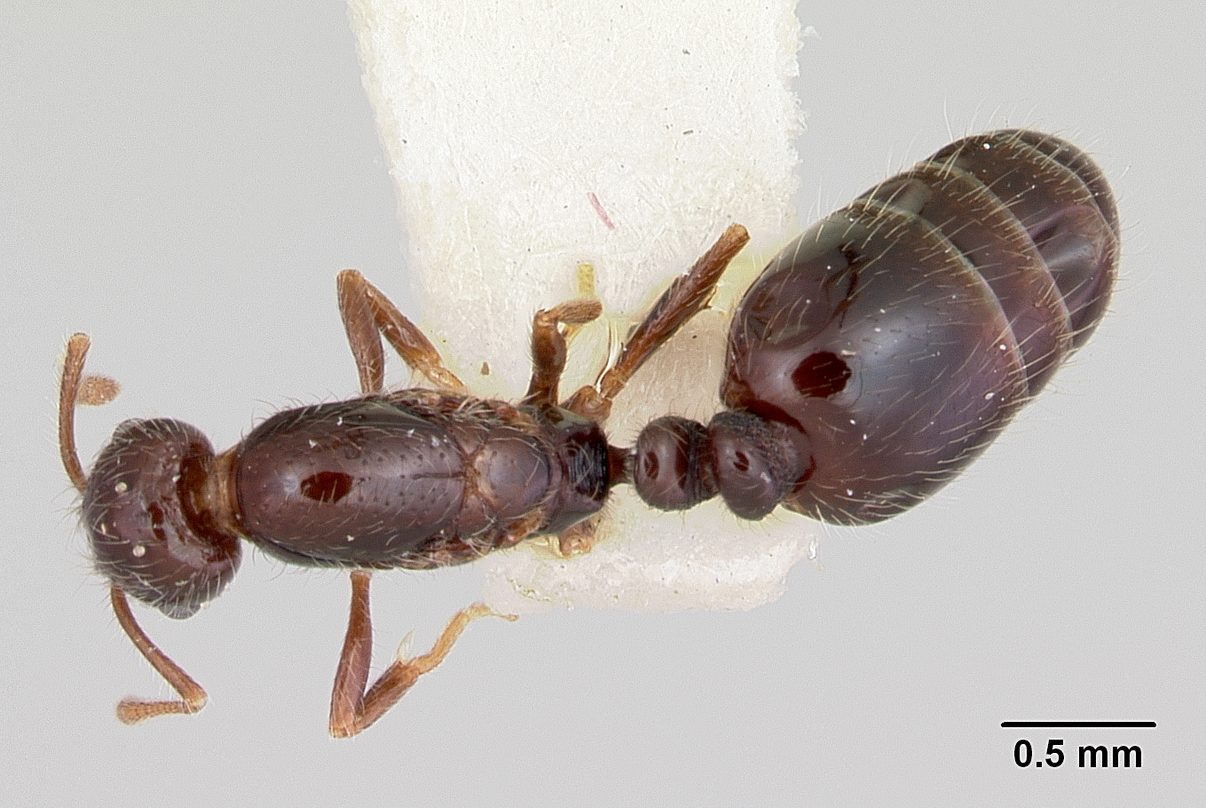
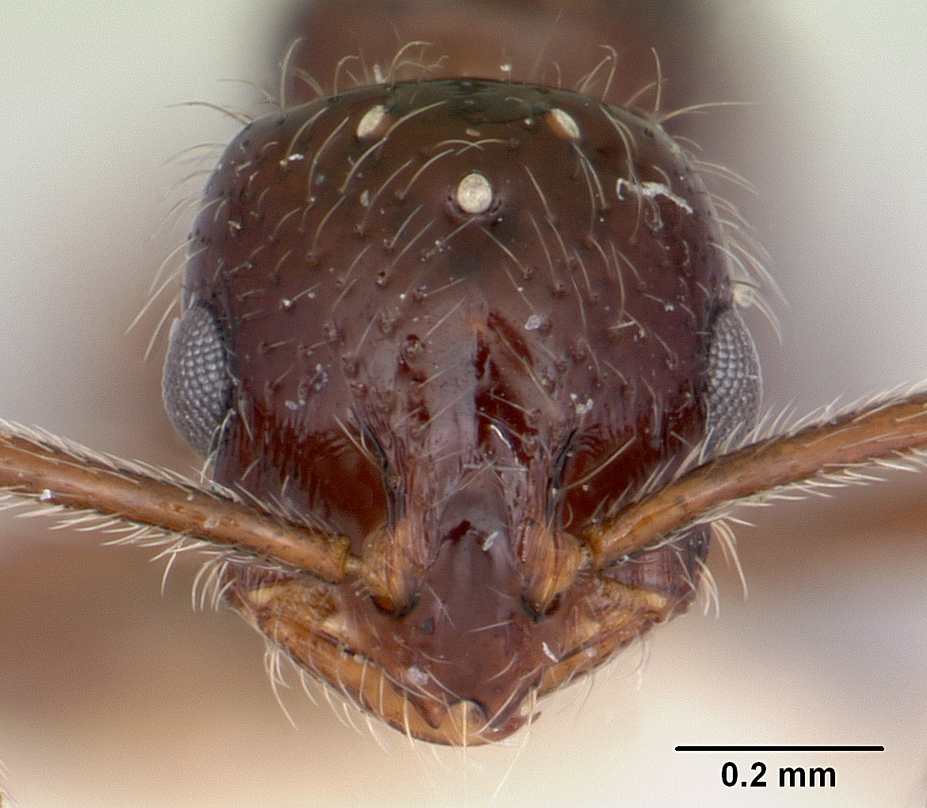